# Vallouise-Pelvoux
Vallouise-Pelvoux község Franciaországban, Provence-Alpes-Côte d’Azur régió Hautes-Alpes megyéjében. Új községként 2017. január 1-jén Pelvoux és Vallouise egyesítésével jött létre. E két korábbi település delegált község státusszal az új község része lett. Lakosainak száma 1133 fő (2022. január 1.).

## Népesség
| Lakosok száma | 1241 | 1230 | 1210 | 1178 | 1154 | 1129 | 1132 | 1133 |
|               | 2015 | 2016 | 2017 | 2018 | 2019 | 2020 | 2021 | 2022 |